# Senegal ai XXI Giochi olimpici invernali
Il Senegal ha parteciperato ai XXI Giochi olimpici invernali di Vancouver, che si sono svolti dal 12 al 28 febbraio 2010, rappresentato da un solo atleta, che è stato anche il portabandiera della squadra africana.

## Sci alpino
| Gara    | Atleta     | 1° manche  | 2° manche | Tempo totale | Posizione |
| ------- | ---------- | ---------- | --------- | ------------ | --------- |
| Slalom  | Leyti Seck | non finito |           |              |           |
| Gigante | Leyti Seck | 1'32"32    | 1'33"82   | 3'06"14      | 73        |